# Matthäus Schneiderwirth
Matthäus Schneiderwirth OFM (* 1877 in Westenholz als Karl Schneiderwirth; † 14. Januar 1945 in Rietberg) war ein deutscher Franziskaner und Schriftsteller.

## Leben
Karl Schneiderwirth war Sohn eines Lehrers. Er trat 1893 in die Sächsische Franziskanerprovinz (Saxonia) ein und erhielt den Ordensnamen Matthäus. Zum Priester geweiht wurde er 1903 in Paderborn. Nach Studien in Bonn und Münster promovierte er 1907 in Münster mit dem Thema „Das katholische deutsche Kirchenlied unter dem Einflusse Gellerts und Klopstocks“. Ab 1908 wirkte er als Seelsorger in Bonn, ab 1912 in Düsseldorf. Ein besonderer Akzent seiner Tätigkeit lag stets auf der Betreuung der bei den Klöstern bestehenden Gruppen des Dritten Ordens (Tertiaren).
Im Ersten Weltkrieg war Schneiderwirth als Direktor der Düsseldorfer Tertiarengruppe Hausherr im dortigen St.-Franziskus-Haus des Dritten Ordens und leitete das darin eingerichtete Lazarett; für die oft schwer verletzten Soldaten war er auch als Seelsorger tätig. Ab 1918 war Matthäus Schneiderwirth Provinzkommissar des Dritten Ordens und hatte damit als Generaldirektor die Gesamtleitung der Drittordensgemeinschaften in der Saxonia inne. Er zeichnete verantwortlich für die 35. bis 37. Auflage des 1865 erstmals erschienenen Normalbuchs für die Brüder und Schwestern des III. Ordens des heiligen Franziskus (1922 bis 1926).
1930 wurde Matthäus Schneiderwirth nach Paderborn versetzt, wo er bis 1936 am Studienhaus der Saxonia als Lektor der Theologie (allgemeine Pastoral und Homiletik) und als Studienpräfekt tätig war. Von 1930 bis 1933 war er auch Definitor der Saxonia, von 1933 bis 1936 Guardian in Paderborn, bis 1939 Vikar des dortigen Konvents. Von 1939 bis 1942 war er Guardian in Münster, danach lebte er im Kloster in Werl.
Während der gesamten Zeit bekleidete er das Amt des Provinzkommissars für den Dritten Orden. Außerdem engagierte er sich in der Begleitung örtlicher Gruppen des 1919 gegründeten „Verbands katholischer Schüler höherer Lehranstalten“, des Bundes Neudeutschland. Er hielt Exerzitien, verfasste Fest- und Krippenspiele, schrieb Gedichte und war als Vortragsredner tätig. Im Januar 1914 sprach er beispielsweise vor der Akademikervereinigung Elberfeld-Barmen zum Thema „Die Katholiken und ihr Verhalten zu Wissenschaft und Kunst“.
Das Totenbuch der Saxonia würdigt ihn mit den Worten: „Er gündete Priester- und Jugendgruppen im Dritten Orden, für viele ein anregender Seelenführer und für die Jugend besonders in „Neudeutschland“ ein Redner von zündender Kraft“.

## Veröffentlichungen
- Das katholische deutsche Kirchenlied unter dem Einflusse Gellerts und Klopstocks. (= Forschungen und Funde Bd. 1) Aschendorff, Münster 1908 (= Dissertation)
- Fragmente des Nibelungenliedes aus Dülmen. In: ZfdA 52 (1910), S. 356–360 (digitalisat).
- Der Dritte Orden des heiligen Franziskus. Festschrift zum 700 jährigen Jubiläum seiner Gründung. L. Schwann, Düsseldorf 1921.
- Die Weihnacht des hl. Franz. Ein Krippenspiel zum Jubiläum der Weihnacht von Greccio. Düsseldorf 1923.
- Das Geheimnis des La Verna. Ein Spiel. Franziskus-Druckerei, Werl 1924.
- Sehnsucht. Ein Adventsspiel. Düsseldorf 1925.
- Neudeutschlands Bescheidenheit. Saarbrücker Druckerei und Verlag, Saarbrücken 1927.
- Elisabeth. Krone der Frauen. Gesellschaft für christliche Kunst, München 1930.
- Sankt Antonius von Padua. Ein Lebensbild zum 700jährigen Jubiläum 1231-1931.  Schöningh, Paderborn 1931.
- Anna Bijns, eine flämische Lehrerin und Dichterin des 16. Jahrhunderts. Schöningh, Paderborn 1933.
- Das katholische Priestertum. Schöningh, Paderborn 1937.
- Franziskanisches Mitpriestertum. Paderborn 1937.